# Arbeitsplan
Der Arbeitsplan (englisch route sheet) ist in der Produktionswirtschaft ein Organisationsmittel zur logischen, physikalischen und wirtschaftlichen Beschreibung und Reihenfolge der Bearbeitungsschritte und Ablauffolgen, um ein Arbeitsobjekt von einem Ausgangszustand durch Zustandsänderung in einen vorgeschriebenen Endzustand zu überführen.

## Allgemeines
Vor und während der Produktion werden häufig Arbeitspläne, Laufkarten, Laufzettel und Produktzeichnungen benötigt, die wiederum Stamm- und Strukturdaten von Produkten, Halbfabrikaten oder Betriebsmitteln enthalten. Der Arbeitsplan ist daher ein Teil der Arbeitsvorbereitung. Arbeitsobjekte sind insbesondere Werkstücke oder Baugruppen. Da in der Massenproduktion, Serienfertigung und Sortenfertigung die Produktion von Arbeitsobjekten stets nach demselben Arbeitsablauf (Routine) erfolgt, ist der Arbeitsplan insbesondere in der Einzelfertigung und beim Build-to-Order von Bedeutung. Der Arbeitsplan kann als Bauanleitung für individualisierte Produkte angesehen werden.
Arbeitspläne werden meist in der spezifisch hierfür vorgesehenen Organisationseinheit Arbeitsplanung erstellt, einem Teilbereich der Organisationsabteilung.

## Inhalt
In der Einzel- und Auftragsfertigung enthält der Arbeitsplan sämtliche für einen Auftrag im Produktionsprozess auszuführenden Arbeitsoperationen, die sich aus technischen Daten, technischen Zeichnungen oder Konstruktionsplänen ergeben. Der Arbeitsplan beschreibt die Reihenfolge der durchzuführenden Arbeiten.
Im Arbeitsplankopf, der Überschrift, steht sowohl was gefertigt werden soll (Identifikation des zu fertigenden Teils,  Zeichnungs-Nr., Skizze), als auch woraus es entstehen soll (Werkstoff, Rohmaterial, Abmessungen). In den Zeilen des Arbeitsplanes, den Arbeitsvorgängen, steht, wie (z. B. Sägen, Drehen, Fräsen), wo (an welchen Arbeitsplätzen) und womit (Werkzeuge) dies geschehen soll und wie lange (welche Zeitdauer für die Vorgänge geplant ist).
Ein Arbeitsplan besteht aus {\displaystyle 1:n} Arbeitsvorgängen, die in der Regel nacheinander abgearbeitet werden müssen. Häufig treten jedoch auch technologisch bedingte Sonderfälle auf wie Aufteilung der Vorgangsfolge in parallel laufende Arbeitsvorgangsfolgen und nachfolgende Zusammenführung der Teile zur gemeinsamen Fertigbearbeitung. Ein Arbeitsplan kann deshalb in der Regel als einfacher Netzplan betrachtet werden.
Das wichtigste Dokument für die Fertigung und Montage ist der Arbeitsplan, der folgende weitere Inhalte enthält:
- Er strukturiert die Fertigungsaufgabe für die Arbeitsverteilung und Steuerung;
- Er legt die Rüst-, Bearbeitungs- und Kontrollzeiten fest, und zwar sowohl die Vorgabezeiten für die Arbeiter als auch die Belegungszeiten für Maschinen.[6] Dabei lassen sich die Übergangszeiten zwischen zwei Bearbeitungsstationen (Liegezeit nach Beendigung des letzten Bearbeitungsvorgangs sowie die Stückzeit, Transportzeit und Wartezeit vor der nächsten Station) nur schwer vorausbestimmen.
- Er nennt auch zu verwendende Arbeitsmittel und Material wie Messmittel, Vorrichtungen und Sonderwerkzeuge.

Der Arbeitsplan ist damit auch ein wesentliches Instrument für die Kapazitäts- und Terminplanung.

## Arten
Der Feinheitsgrad der Arbeitspläne ist abhängig von der Art der Fertigung, ob Einzelfertigung oder Kleinserie, Serien- oder Massenfertigung. Serienfertigung erfordert einen höheren Detaillierungsgrad als Einzelfertigung.
Standardarbeitspläne sind standardisierte Vorlagen für die Herstellung ähnlicher Teile oder ähnlicher Vorgänge (z. B. Prüfarbeitspläne). Alternativarbeitspläne enthalten alternative Arbeitsvorgänge (unter Verwendung alternativer Maschinen) oder benennen für die bei einem Auftrag auszuführenden Fertigungsoperationen alternative Betriebsmittel und Arbeitsplätze.

## Verwendung eines Arbeitsplanes
Ein Arbeitsplan ist zusammen mit Zeichnung und Stückliste Grundlage der Produktionsplanung und -steuerung. Insbesondere stellt er ein wichtiges Instrument dar für:
- die Erstellung der Arbeitsunterlagen und vorgangsgesteuerte Belegbuchungen (Arbeitspapiere, Lohnbelege, Materialentnahme- und Rückmeldebelege);
- die Termin- und Kapazitätsplanung;
- die Fertigungs- und Montageabwicklung;
- die Vor- und Nachkalkulation der gefertigten Produkte;
- die Entlohnung im Falle von Akkordlohn.

### Ermittlung der Fertigungszeit
Für das Produktionscontrolling ermöglicht der Arbeitsplan mit den pro Vorgang vorgegebenen Stückzeiten die Ermittlung der Fertigungszeit, indem die Stückzeiten der einzelnen Fertigungsvorgänge mit der Losgrößenmenge multipliziert werden:
{\displaystyle {\text{Standard-Fertigungszeit}}=\sum _{k=1}^{N}\left(\mathrm {R{\ddot {u}}stzeit} [k]+\mathrm {Losgr{\ddot {o}}ssenmenge} \cdot \mathrm {St{\ddot {u}}ckzeit} [k]\right)},
mit einem Arbeitsplan mit {\displaystyle N} Arbeitsvorgängen und
Stückzeit{\displaystyle [k]}: Stückzeit von Arbeitsvorgang{\displaystyle [k]}
Rüstzeit{\displaystyle [k]}: Rüstzeit von Arbeitsvorgang{\displaystyle [k]}.
Die Rüstzeiten der Arbeitsvorgänge fallen dabei pro Fertigungslos nur einmal an. In der Istkostenrechnung können anhand der Fertigungszeiten die Ist-Fertigungskosten ermittelt und von den Kostenstellen auf die Kostenträger verrechnet werden.
Im Rahmen der Produktionsprogrammplanung ermöglichen die Arbeitspläne die Ermittlung von Plan-Fertigungszeiten und damit eine Planung und Optimierung der Kapazitätsauslastung der einzelnen Fertigungsstellen. Pro Erzeugnis kann es mehrere Arbeitspläne mit unterschiedlichen Losgrößen geben, was bei der Bestellrechnung von hochwertigen A-Teilen zur Zusammenfassung von Sekundärbedarfen genutzt werden kann.
Beim Vorliegen von aktuell gepflegten Arbeitsplänen kann ein ERP-System die Standard-Fertigungszeit automatisch mittels retrograder Verbrauchsermittlung bestimmen. Diese retrograden Berechnungen und resultierenden Kostenbuchungen können z. B. durch die Lagereingangsmeldung der produzierten Fertig- oder Halbfabrikate angestoßen werden.

### Ermittlung der Fertigungskosten
Analog können die Fertigungskosten ermittelt werden:
{\displaystyle {\text{Standard-Fertigungskosten}}=\sum _{k=1}^{N}\left((\mathrm {R{\ddot {u}}stzeit} [k]+\mathrm {Losgr{\ddot {o}}ssenmenge} \cdot \mathrm {St{\ddot {u}}ckzeit} [k])\cdot {\text{Kostensatz}}[k]\right)},
mit
Kostensatz{\displaystyle [k]}: Kostensatz für die Arbeitszeit der Kostenstelle, auf der der Arbeitsvorgang{\displaystyle [k]} durchgeführt wird [GE/Zeit].

## Wirtschaftliche Aspekte
Der Arbeitsplan soll die auftragsgemäße Herstellung von Produkten gewährleisten. Er wird insbesondere bei nicht routinemäßigen Aufträgen genutzt, damit die Arbeitskräfte auch eine möglichst optimale Durchlaufzeit erreichen können. Ergänzend zum Arbeitsplan kommen Laufkarte und Laufzettel zum Einsatz, wenn ein Arbeitsobjekt mehrere Stationen durchlaufen muss, in denen der jeweilige Status des Arbeitsobjektes festgehalten wird.

## Abgrenzung
Im Gegensatz zur Stückliste, die dokumentiert, woraus ein neues Teil (als allgemeiner Begriff für Einzelteil, Baugruppe und Erzeugnis) hergestellt wird, dokumentiert der Arbeitsplan die Arbeitsschritte zur Fertigung des Produkts. Arbeitsplan und Stückliste sind aber in dem Sinne gekoppelt, als für jeden Arbeitsvorgang des Arbeitsplans auf die Menge der benötigten Rohmaterialien, Halbzeuge oder Baugruppen und deren Stücklistenspezifikationen Bezug genommen wird.
Im Gegensatz zum Produktionsplan ist der Arbeitsplan arbeitsplatzbezogen. Im Arbeitsplan sind daher Schutzbestimmungen (Arbeitsschutz, Arbeitssicherheit) für Arbeitnehmer zu beachten und einzubeziehen. Insbesondere gilt das für die Vorschriften des Arbeitsschutzgesetzes. Dazu gehört eine Gefährdungsbeurteilung, die Planung von Maßnahmen zur Gefahrenabwehr und die Planung der Wirksamkeitskontrolle der Maßnahmen. In Unternehmen mit einem Betriebsrat ist die Arbeitsplanung selbst nicht mitbestimmungspflichtig, jedoch ist der Betriebsrat verpflichtet, zu überwachen, dass bei der Arbeitsplanung Schutzbestimmungen umgesetzt werden und dies entsprechend dokumentiert ist.